# Suillia matsutakevora
Suillia matsutakevora är en tvåvingeart som beskrevs av Okadome 2001. Suillia matsutakevora ingår i släktet Suillia och familjen myllflugor. Inga underarter finns listade i Catalogue of Life.